# Microhyla fodiens
Microhyla fodiens — вид жаб з родини карликових райок (Microhylidae). Описаний у 2019 році.

## Поширення
Ендемік М'янми. Відомий лише у типовому місцезнаходженні — в околицях села Кан Паук за 30 км на північ від міста Пакокку в області Магуе в долині річки Іраваді.